# Liris Valles
Le Liris Valles sono una struttura geologica della superficie di Marte.